# Ceratodon purpureus
Ceratodon purpureus (Hedw.) Brid. è un muschio della famiglia Ditrichaceae.
È una specie a distribuzione cosmopolita, che cresce in una ampia varietà di habitat.

## Descrizione
È una specie molto variabile che forma densi cuscini che variano dal giallo al verde, passando per il rosso fino al bruno-violaceo.

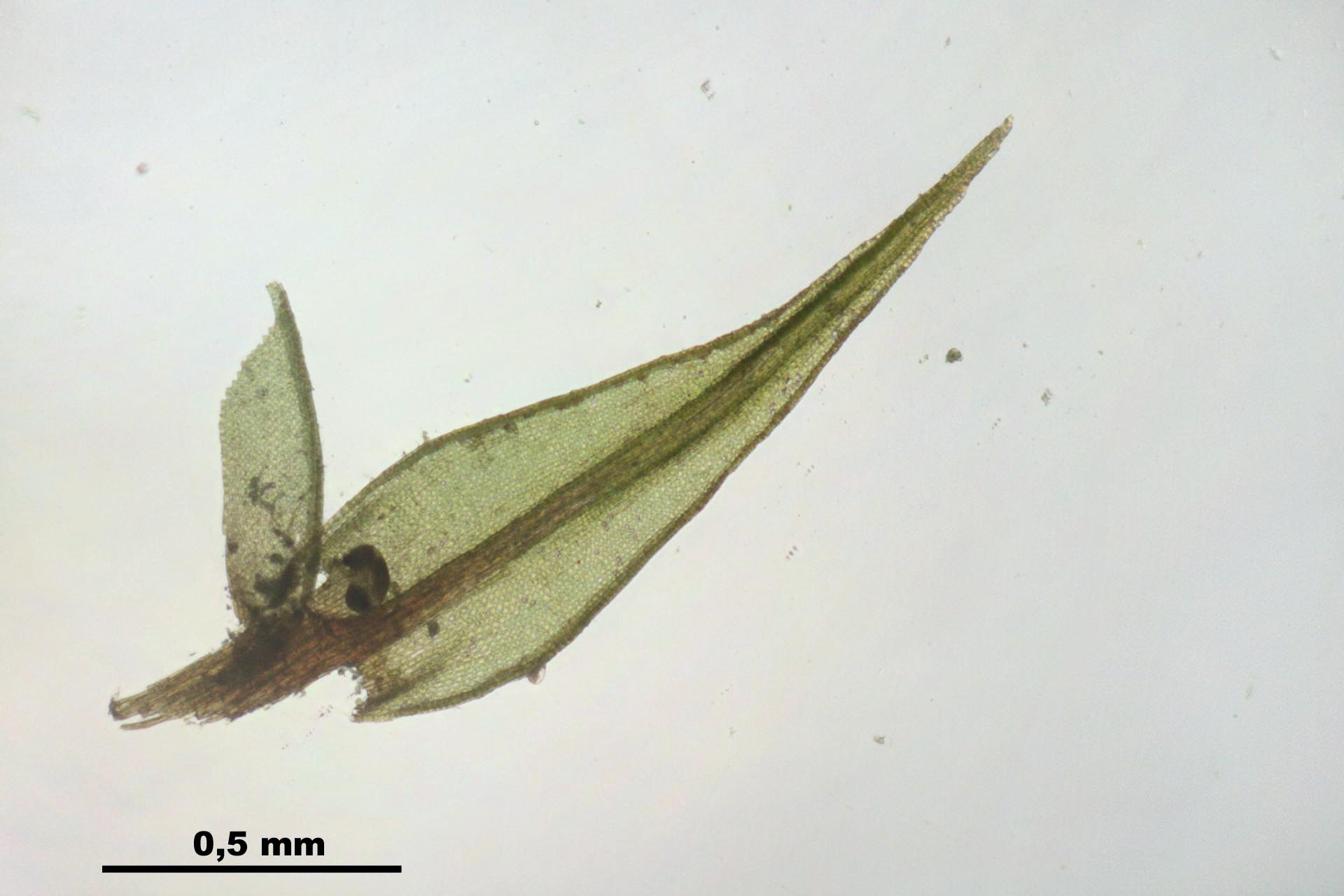
Immagine al microscopio di una foglia

Le foglie sono lunghe 1,5–2 mm, strettamente triangolari, con nervatura centrale robusta, quelle inferiori aderenti allo stelo, quelle superiori un po' contorte e ondulate quando sono asciutte, normalmente tenute lontane dallo stelo o leggermente riflesse quando sono umide. La punta della foglia è appuntita e di solito presenta alcuni denti grossolani.
Le capsule sono rosso-brune, inclinate a maturità, rigonfie alla base. Le setae sono tipicamente rosso porpora.

## Biologia

### Ecologia
Predilige le aree soleggiate, ma tollera anche l'ombra ed è stato segnalato anche in caverne con illuminazione artificiale. È una specie pioniera in grado di colonizzare habitat disturbati, spesso in associazione con altre specie tipiche di questi habitat come il camenèrio (Epilobium angustifolium) e l'elicriso margaritaceo (Anaphalis margaritacea). È inoltre in grado di colonizzare le aree colpite da incendi di elevata gravità; questi, esponendo il terreno minerale, forniscono le condizioni ideali per la germinazione delle spore. Ceratodon purpureus è spesso la vegetazione dominante per diversi anni dopo l'incendio. Se l'incendio avviene all'inizio della primavera, i gametofori possono svilupparsi in 4-5 mesi. Se l’incendio avviene in autunno, la colonizzazione è più lenta. Produce poche spore alla fine del primo anno successivo all'incendio e molte nel secondo.

### Riproduzione

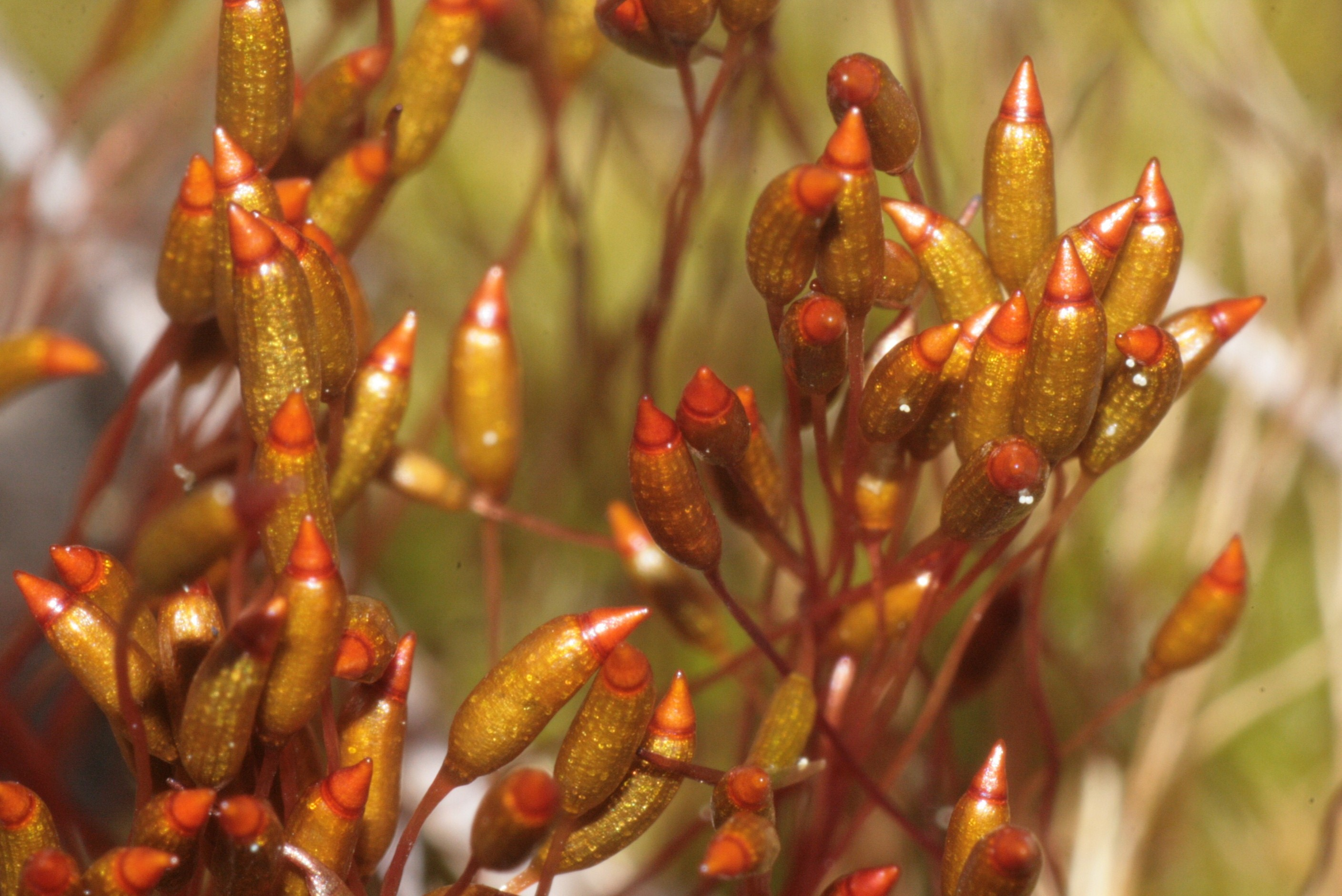
Dettaglio delle capsule

È una specie dioica, che si riproduce per sporogenesi e per propagazione vegetativa attraverso protonemi. Gli sporofiti, di forma oblunga, sono rigonfi alla base; le capsule, inizialmente erette e di colore verdastro, tendono a divenire orizzontali a maturazione, assumendo una colorazione rossastra.
Uno studio del 2012 ha evidenziato che questi muschi producono una serie di complessi organici aromatici volatili, che esercitano un'azione attrattiva su diversi micro-artropodi (acari e collemboli), i quali favoriscono la dispersione dei gameti, facilitando la fecondazione. Lo studio sembra pertanto suggerire una relazione tra muschi e micro-artropodi simile a quella tra angiosperme e insetti impollinatori

### C. purpureusnello spazio
Nel luglio del 2002 alcune colture di protonemi di Ceratodon purpureus sono state imbarcate sullo Space Shuttle Columbia per studiare gli effetti sul loro sviluppo della assenza di gravità. Dopo due settimane trascorse in assenza di gravità e di luce i protonemi avevano assunto una conformazione a spirale, del tutto differente da quella osservata sulla Terra.

## Distribuzione e habitat

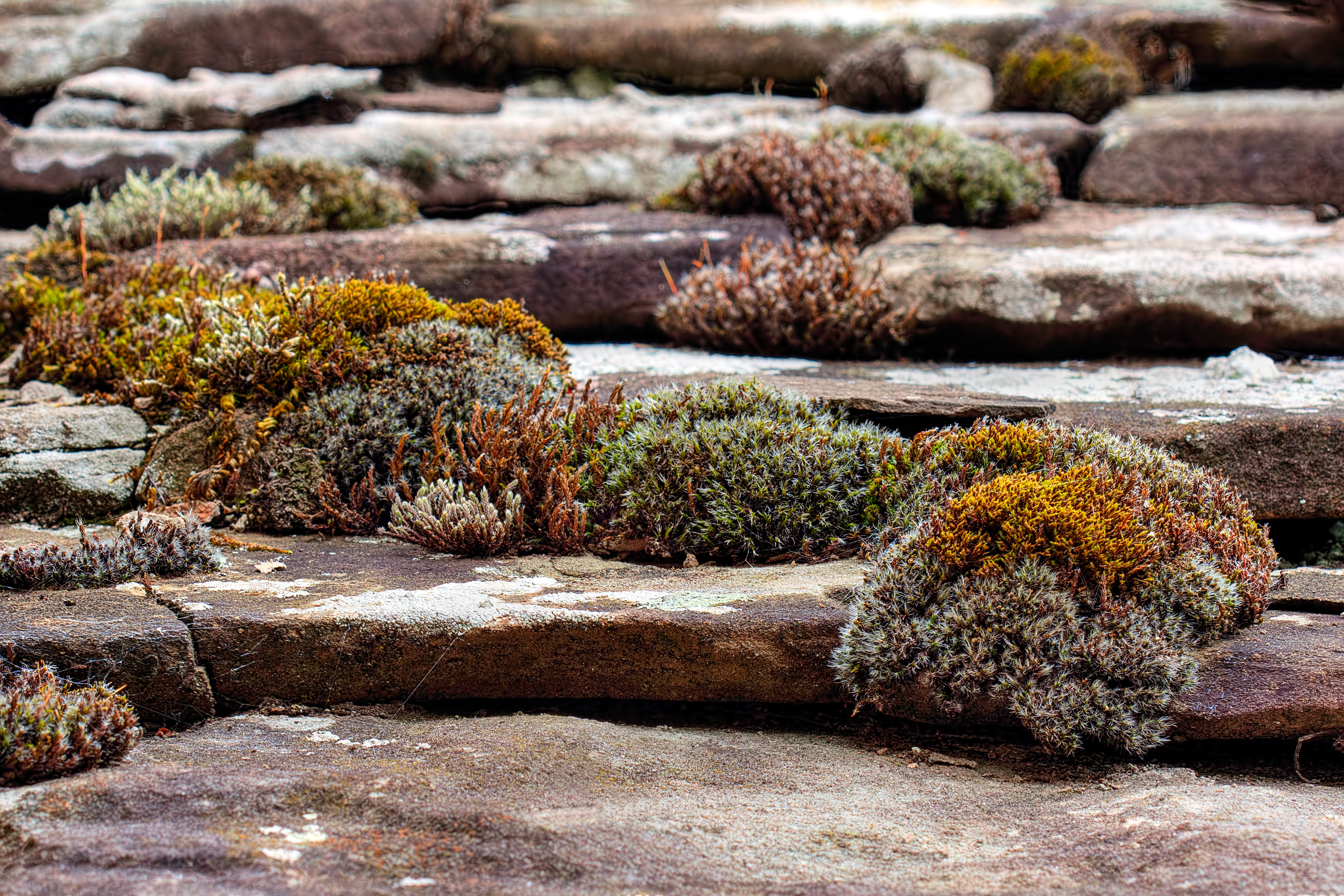
Cuscini di C. purpureus sul tetto di una vecchia chiesa, in associazione con Grimmia laevigata, Grimmia ovalis, Hedwigia stellata e Syntrichia ruralis

È una specie cosmopolita, presente in tutti i continenti compreso l'Antartide.
Cresce su un'ampia varietà di substrati acidi e ben drenati, in particolare terreni torbosi o sabbiosi, ma anche su terreni rocciosi, humus, legno, vecchi tetti e crepe deii marciapiedi.
Si trova spesso nei siti disturbati, in quanto è in grado di tollerare livelli di inquinamento molto più elevati rispetto ad altri muschi. È comune negli ambienti urbani e industriali soggetti a una varietà di inquinanti, lungo le autostrade e sui terreni di scarto associati alle attività di estrazione del carbone e dei metalli pesanti.